# فيليتسيا تايلور
فيليتسيا تايلور (بالإنجليزية: Felicia Taylor)‏ هي صحفية أمريكية، ولدت في 28 أغسطس 1964.
ابنة الممثل رود تايلور الذي لعب دور البطولة بفيلم ألفريد هيتشكوك the birds ، تخرجت من أكاديمية ميلتون بجامعة نورث ويست حيث نالت شهادة البكالوريوس في اللغة الإنجليزية.
بعد مسيرتها المهنية كنراسلة بقنوات سي إن إن وسي إن بي سي و مذيعة بآخر الأسبوع بقناة WNBC، اتبعت ماري مسار العائلة في ميدان الأفلام و أنتجت الوثائقي بعيدا عن المنزل Far From Home ، الذي تناول آثار التغير المناخي على حياة ساكنة السينغال لاسيما الأطفال.
توفيت فيليسيا سنة 2023 عن عمر يناهز 59 سنة.